# Casa Castells (Artesa de Segre)
Casa Castells és un habitatge unifamiliar entre mitgeres de planta baixa i dos pisos al poble de Baldomar, al municipi d'Artesa de Segre, inclòs en l'Inventari del Patrimoni Arquitectònic de Catalunya.
Té llindes i balconeres de pedra, murs de pedra del país de carreus irregulars amb portal adovellat. Les llindes del carrer de l'església són datades del s. XVII i xviii. Escut amb inscripció: "Casa Anton Joan Castells. Any 1721". Edifici de nau de la planta rectangular amb capella i sagristia afegides al mur nord. La façana principal, a ponent, es compon d'una porta amb grans dovelles regulars que fan un arc de mig punt. A sobre hi ha una finestra espitllera, també amb arc de mig punt. Una espadanya amb dues grans obertures amb una altra petita al centre superior, també amb arc de mig punt. Continua el pla de carreus de la façana i té dues campanes i un cobert adossat a les parts posteriors sobre la coberta de dues vessants.